# My Michelle
My Michelle è una canzone dei Guns N' Roses, contenuta nel loro album Appetite for Destruction. Fu scritta da Axl Rose e Izzy Stradlin.

## La canzone
La canzone riguarda la storia di un'amica in comune della Band, chiamata Michelle Young , che ebbe una piccola relazione con Axl il quale fu molto colpito dalla storia della ragazza.
Una volta scritta la canzone, Slash pensava che il testo potesse creare qualche problema alla ragazza, essendoci scritte informazione private, ma a lei la canzone piacque molto e non si sentì per nulla offesa.

## Cover
- Della canzone fece una cover il gruppo punk AFI per la raccolta chiamata Punk Goes Metal.
- Nelle piattaforme Super NES e PlayStation la versione del gioco Mega Man X3, è presente un piccolo remix della canzone, usata come tema di sottofondo.
- La canzone fu inoltre coverata dalla band The Dillinger Escape Plan per un controverso album di tributo alla Band, Bring You To Your Knees: A Tribute To Guns N' Roses.[1]
- I Red Hot Chili Peppers suonarono l'intro della canzone in un live nel 1989.